# Fukuwarai

Esempio dei componenti per un gioco fukuwarai: una faccia vuota e un insieme di caratteristiche facciali

Il fukuwarai (福笑い?) è un gioco per bambini giapponese associato al Capodanno giapponese. I giocatori si riuniscono in un tavolo contenente i disegni di una faccia umana vuota, senza caratteristiche raffigurate, e ritagli di varie caratteristiche facciali (come gli occhi, le sopracciglia, il naso e la bocca). Da bendati, i giocatori tentano di piazzare le caratteristiche sul volto, nelle posizioni corrette.  
Un posizionamento corretto tende ad essere un colpo di fortuna mentre quello errato un oggetto di risate, il che forse spiega il nome e la sua traduzione, "risata fortunata". 
Si pensa che il gioco risalga al tardo periodo Edo. Comunemente utilizzava un volto di donna con grandi guance in stile okame, o di un hyottoko, un uomo dalla bocca increspata e inclinata da un lato. Entrambe le facce sono credute portatrici di buona fortuna, e giocarci è visto come un buon modo per accogliere il nuovo anno.
Il fukuwarai è simile al gioco "pin the tail on the donkey" (attacca la coda all'asino) diffuso principalmente nei paesi anglosassoni.